# Ljunits härad
Ljunits härad var Skånes minsta härad beläget i södra Skåne, i dåvarande Malmöhus län. Det motsvaras idag av delar av Ystads kommun och Skurups kommun. Häradets areal var 1928 106,61 kvadratkilometer varav 105,63 land. . Tingsplats var från 1878 Ystad.

## Häradsvapen
Häradsvapnet fastställdes av Kungl. Maj:t den 13 augusti 1965 med blasonering: I fält av silver ett rött krönt lejon i språng, nedan till höger åtföljt av en röd ros.

## Socknar
I nuvarande Skurups kommun
- Katslösa
- Villie
- Västra Nöbbelöv

I nuvarande Ystads kommun
- Balkåkra
- Sjörup
- Skårby
- Snårestad

## Län, fögderier, tingslag, domsagor och tingsrätter
Häradet hörde mellan 1540 och 1996 till Malmöhus län. Från 1997 ingår området i Skåne län.  Församlingarna tillhör(de) Lunds stift
Häradets socknar hörde till följande fögderier:
- 1720-1873 Herrestads och Ljunits fögderi
- 1874-1917 Herrestads, Ljunits, Vemmenhögs fögderi
- 1918-1990 Ystads fögderi

Häradets socknar tillhörde följande  tingslag, domsagor och tingsrätter:
- 1691-1877 Ljunits härads tingslag i
  - 1691-1847 Ingelstads, Herrestads, Järrestads och Ljunits häraders domsaga
  - 1848-1864 Herrestads och Ljunits häraders domsaga
  - 1865-1877  Vemmenhögs, Ljunits och Herrestads häraders domsaga
- 1878-1966 Vemmenhögs, Ljunits och Herrestads häraders tingslag,  i Vemmenhögs, Ljunits och Herrestads häraders domsaga
- 1967-1970 Ystads domsagas tingslag i Ystads domsaga

- 1971- Ystads domsaga